# Judith Donath

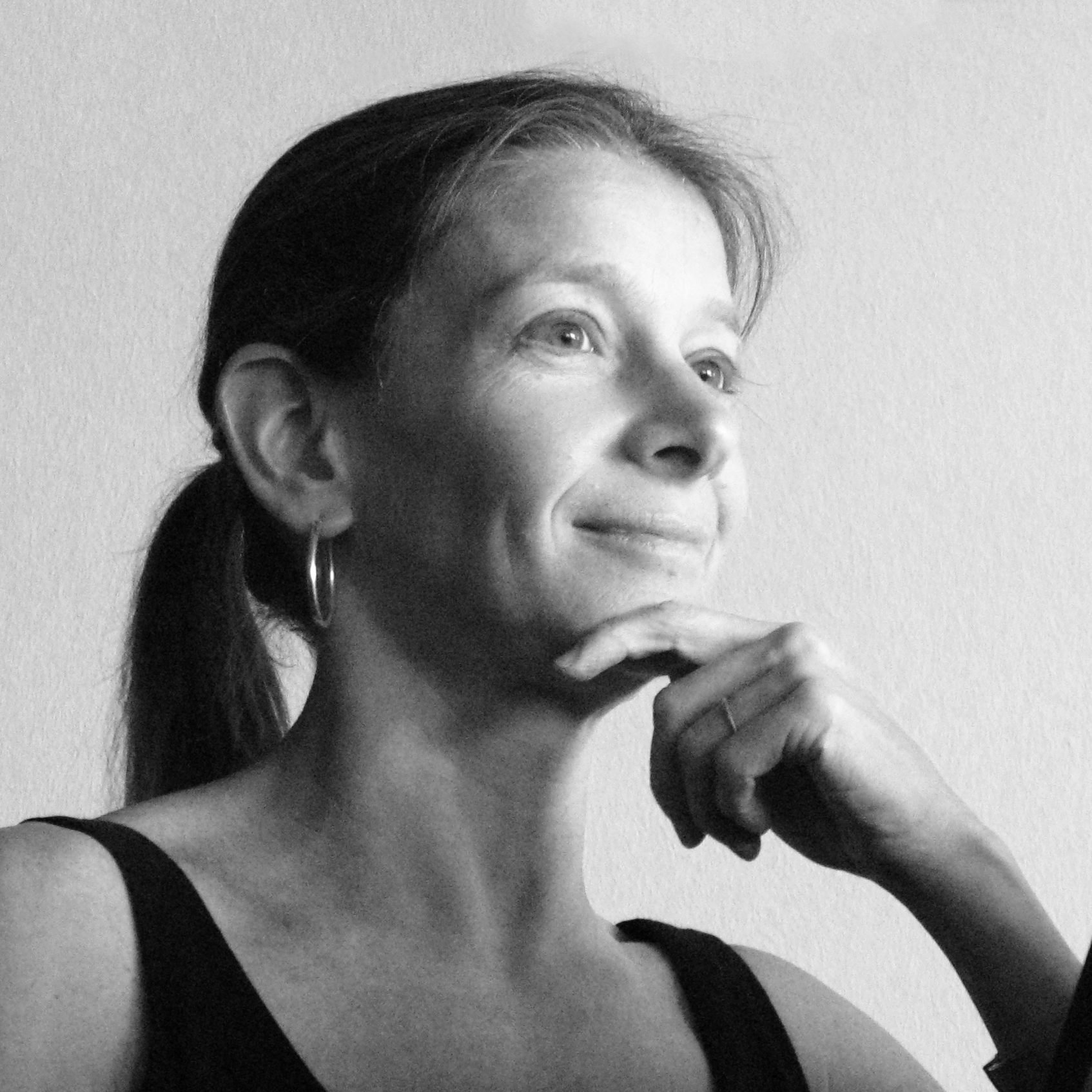
Judith Donath am 22. Juni 2009

 Judith Donath  (* 7. Mai 1962) ist eine US-amerikanische Informatikerin.  Sie ist Gründerin der Sociable Media Group am MIT Media Lab in Cambridge und Beraterin im Berkman Center for Internet & Society in Harvard. Sie untersucht, wie neue Technologien die soziale Welt verändern.

## Leben und Werk
Donath studierte Geschichte an der Yale University in New Haven mit dem Bachelor als Abschluss. Anschließend erhielt sie am Massachusetts Institute of Technology in Media Arts und Sciences den Master und promovierte dort bei Andrew B. Lippman. Sie konzipierte 1995 noch als Promotionsstudentin zum zehnjährigen Jubiläum des MIT Media Lab ein Projekt für die Online-Zusammenarbeit, bei dem eine große Website weltweit von den Mitarbeitern erstellt wurde.  Die Veranstaltung wurde als „Ein Tag im Leben des Cyberspace“ bezeichnet und ist ein frühes Beispiel für die Massenzusammenarbeit im Internet. Ihre Arbeit umfasst das Design und die Entwicklung von Lernsoftware und experimentellen Medien. Ferner hat sie in den 1990ern den allerersten ePostkarten-Server namens The Electric Postcard bei MIT ins Leben gerufen. Sie kombiniert Konzepte aus Evolutionsbiologie, Ethnographie, Architektur, Kognitionswissenschaft und verschiedenen anderen Disziplinen, um Methoden zur Optimierung des Designs von virtuellen Städten im Internet und virtuellen Online-Identitäten zu entwickeln. Sie untersucht die Verwendung künstlicher Emotionen in Avataren und ihre mögliche Verwendung in der Online-Werbung.

## Veröffentlichungen (Auswahl)
- Donath, Judith: Identity and Deception in the Virtual Community. In M. Smith and P. Kollock (eds.) Communities in Cyberspace. London: Routledge, 1998
- Fernanda Viégas, Judith Donath: Chat Circles. ACM Conference on Computer-Human Interaction (CHI), 1999
- Judith Donath, Karrie Karahalios, Fernanda Viégas: Persistent Conversations. Journal of Computer Mediated Communication 4 (4), 1999
- Donath, Judith: Being Real. In (K. Goldberg, ed.) The Robot in the Garden: Telerobotics and Telepistemology in the Age of the Internet. Cambridge, MA: MIT Press, 2000
- Donath, Judith:  1964 Ford Falcon. In (Turkle, S., Ed) Evocative Objects: Things We Think With. Cambridge, MA: MIT Press, 2007
- The Social Machine: Designs for Living Online (The MIT Press), 2014, ISBN 978-0262027014